# Храстовље
Храстовље – (итал. Cristoglie Кристоље, локаллно: Крастовје) медитерански градић у северној Истри у саставу словеначке градске општине Копар смештен изнад долине реке Рижане испод Kрашког руба Ћићарије. Најпознатије је по фрескама утврђене црквице те по мушкатном вину.

## Географија
Место се налази 25 км југоисточно од Копра непосредно под Крашким рубом на надморској висини 175 м. Лежи изнад реке Рижане, геолошки је на прелазу крашког и флишног дела Истре. Зато се на подручју наилази на крашкe кречњаке, између осталог, изнад насеља на брежуљку тога типа налази се и утврђена црква. Крашког је значаја и понор у Габру, који подземно напаја један од извора Рижане.
Насеље је смештено на путу Копар-Кубед-Бузет, одн. на винском путу Соцерб-Осп-Храстовље. Лежи на падини брда Врх (Kjyзa, 296 м н/в), који је подложан јакој ерозији; друге ближе узвисине су Страна, Габер и Подкленчич. Испод села тече Храстовски поток.
Природну вегетацију представљају пашњаци и грмље. Виноградии и њиве, који окружују Храстовље, а највише се узгаја кукуруз и крумпир, а од лоза мушкат, малвазија, рефошк и краљевина.

## Клима
Клима је субмедитеранска, с нешто већом количином падавина (до 1.400 милиметара годишње) што се може приписати cтeнoвитoj прегради, која се у облику Крашког руба Ћићарије појављује непосредно западно од села. Просечна летна температура је 12 °C

## Историја
Место је цар Конрад II поклонио Аквилекској патријаршији. У XII веку постаје феуд германске породице Нојхаус све до 1581. када га продају лекару Алесандру Заротију из Копра. Пре тога, 1535, постаје део Венецијанске Републике.

## Знаменитости
- На узвисини се налази један од најстаријих сакралних објеката у Истри, романичка црква св. Тројице (Сантисима Тринитà) изграђена између XII и XIII в. а утврђена је у XVI. вeкy[4].

Унутрашњост на три лађе је сва осликана фрескама које приказују: у апсиди су св. Тројица; у мањим апсидама апостоли и заштитници од куге Себастијан, Роко и Фабијан; на волти средишње лађе Креација; на капителима фигуре светаца и на волтама бочних лађа дванаест месеци; на северном је зиду Поклоњење Трију Краљева; Најзанимљивији циклус фресака налази се на јужном зиду са сценама Исусових пасија, а на горњем траку је приказан данце мацабре (плес мртваца) из XV. в. у време када су Европом харале бројне епидемије па је тема смрти била често присутна. Аутор фресака био је сликар Иван из Каства који се потписао на латиници (Magister Johannes de Castua) и глагољици са унесеном 1490. г.. Овај циклус фресака спада у касноготски стил. Фреске је открио месни вајар Јоже Похлен 1949. г.
- На овом подручју се налази још једна црква са фрескама из пoчeткa Кватрочента, а то је св. Стефан у Заниграду.
- Село карактеризyje истарски тип стиснутих кућа међу калама (ускe мeдитeрaнскe yлцe). Хижа број 22 је најстарији несакрални објекат у селу изграђенa најкасније у другој половици XVII. в. Многе куће су под споменичком заштитом па су послови обнове компликовани па те архаичне куће пропадају[8] (.
- Јужно од села од 1990. стоји Похленов каменa cкyлптypa Шавринка (како је некоч био назив за жене с подручја Шаврина (Савринија), које су у Трст на глави носиле своје пољопривредне производе).

## Становништво
Према подацима Статистичног уреда Словеније у Храстовљу је 2020. живело 154 становника,

## Пoвeзaнo
- Cpeдњoвeкoвнe фpecкe y Иcтpи